# تنگ جولان
تنگ جولان، روستایی از توابع بخش آبژدان شهرستان اندیکا در استان خوزستان ایران است.	

## وجه تسمیه
جولان نام یکی بزرگان ایل بختیاری بوده که در اواخر دوران صفویه و دوره افشاریه و زندیه وتا دوره فتحعلی شاه قاجار در این منطقه می‌زیسته ومدتی به دلایل نا معلوم این منطقه را تر می کند و بعد ها یکی از نوادگان او بنام کلبعلی به این منطقه بر می‌گردد و ساکنان امروزی این منطقه خانواده های مردانی و گماری از نسل کلبعلی هم اکنون ساکن هستند که بخشی از تیره کَپَری طایفه گمار را تشکیل می‌دهند 

## جمعیت
این روستا در دهستان کوشک قرار دارد و براساس سرشماری مرکز آمار ایران در سال ۱۳۹۵، جمعیت آن ۱۳۶ نفر (۲۸ خانوار) بوده‌است.